# Praça do Comércio
Praça do Comércio (pol. Plac Handlowy) – plac znajdujący się w Lizbonie, stolicy Portugalii. Usytuowany przy brzegu rzeki Tag, w osi reprezentacyjnego dziś deptaka Lizbony – Rua Augusta. Od wylotu tej ulicy oddziela go dostojny łuk triumfalny Arco da Rua Augusta, zaś od rzeki – fragment nabrzeża z marmurowymi kolumnami, zwany Cais das Colunas.
Plac jest nadal powszechnie znany jako Terreiro do Paço (pol. Plac Pałacowy), ponieważ znajdował się tutaj Pałac Ribeira, dopóki nie został zniszczony przez wielkie trzęsienie ziemi w 1755. Po trzęsieniu ziemi plac został całkowicie przebudowany w ramach planu nowej dzielnicy Baixa autorstwa Markiza de Pombal, zatwierdzonej przez króla Józefa I Reformatora, którego pomnik znajduje się na środku placu. 

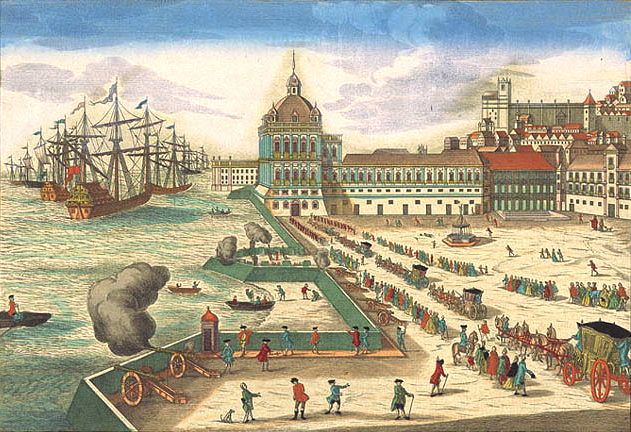
Plac Pałacowy przed trzęsieniem ziemi
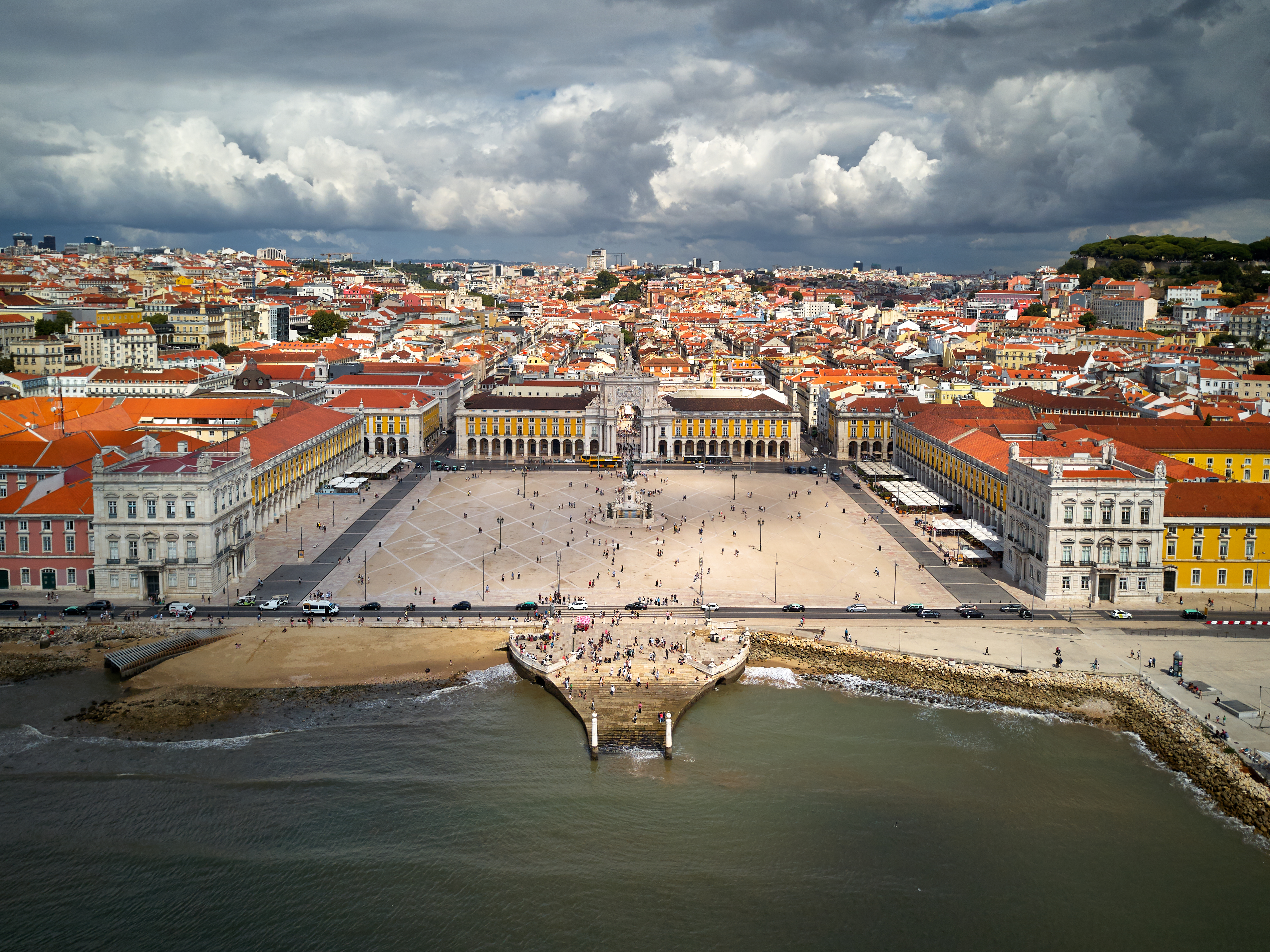
Widok znad Tagu na plac oraz dzielnicę Baixa
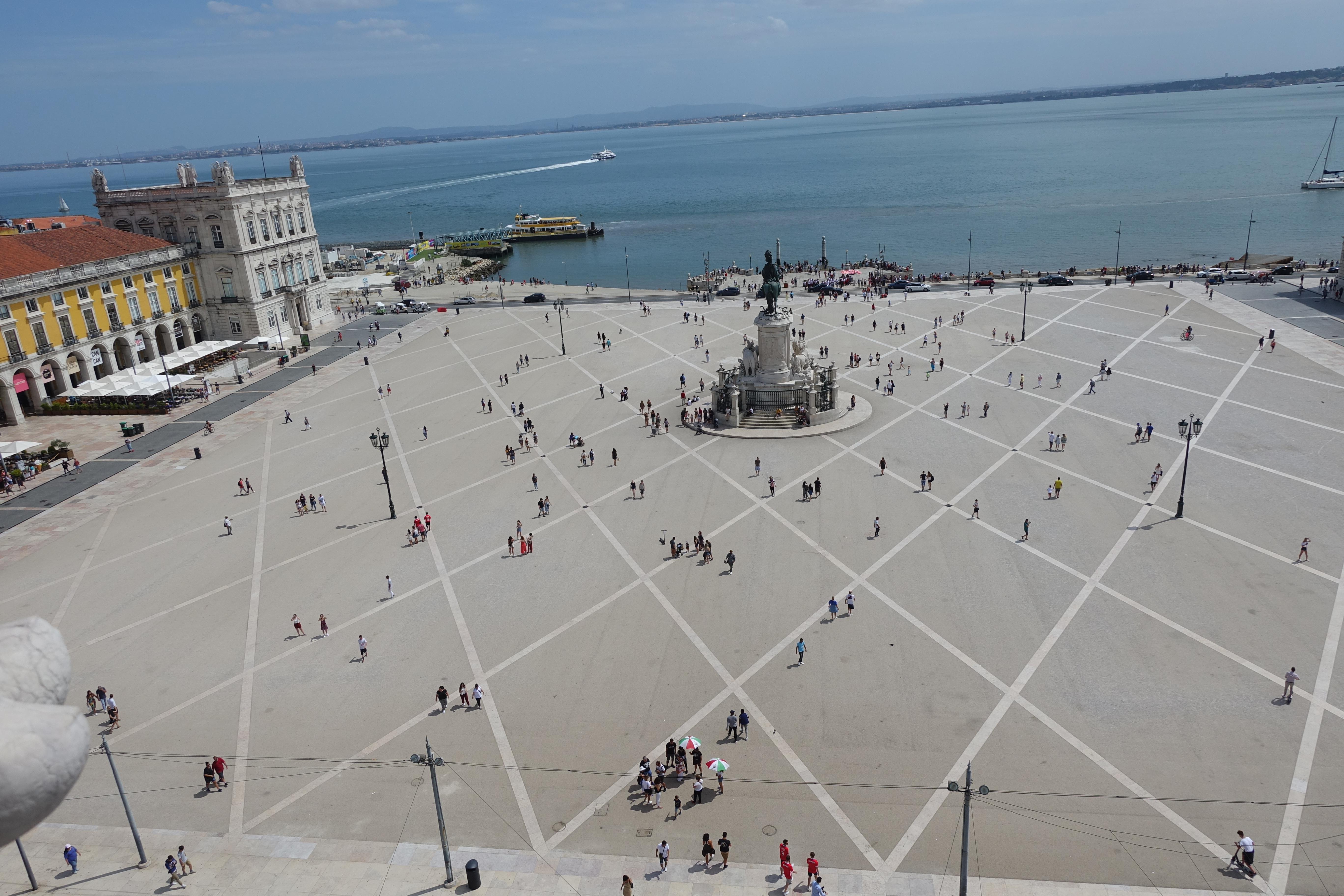
Widok w przeciwnym kierunku
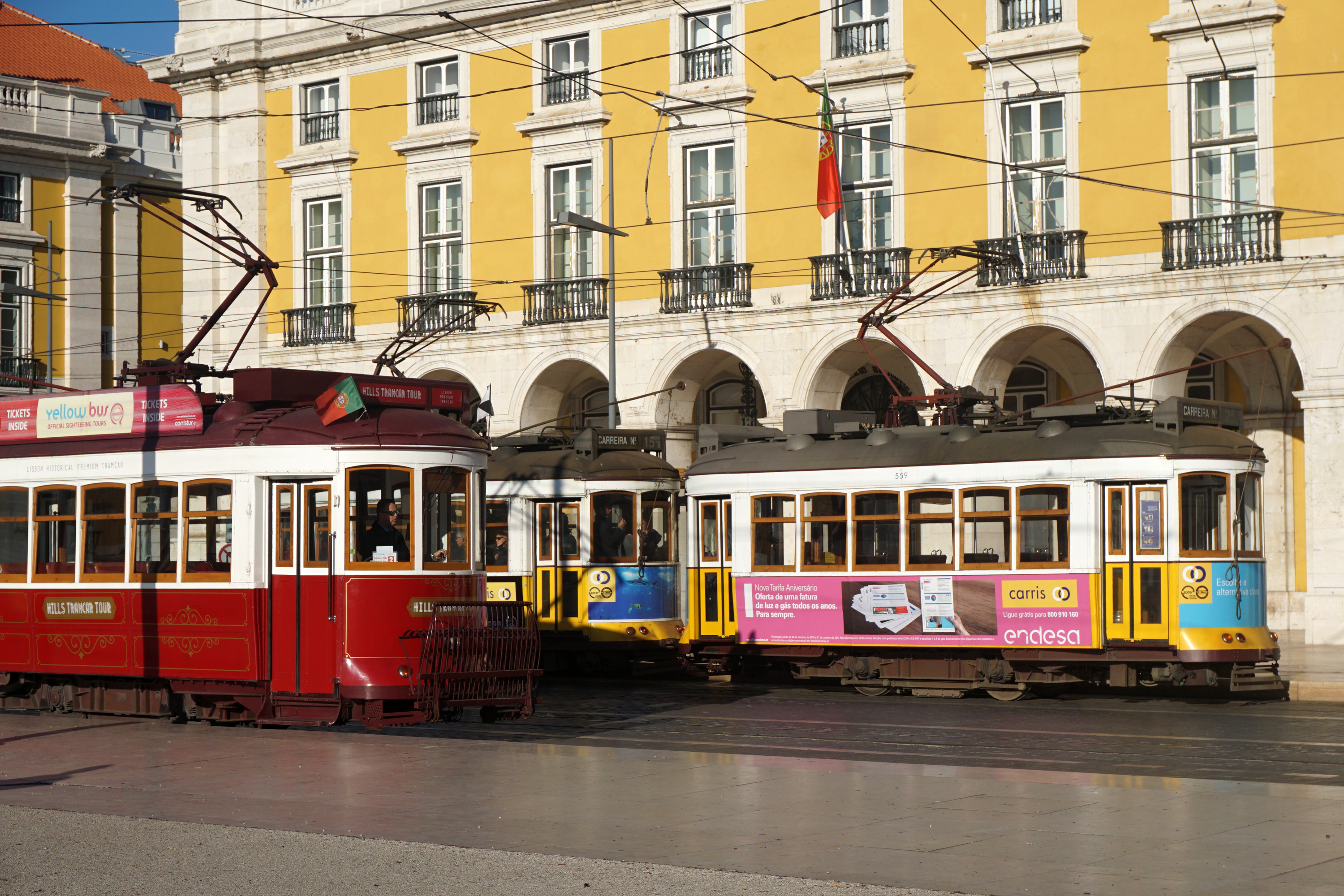
Lizbońskie tramwaje na placu